# چهره‌ای بر چهره‌ای دیگر
چهره در چهره (به هندی: Chehre Pe Chehra) و چهره‌ای بر چهره‌ای دیگر (به انگلیسی: A face over a face) فیلمی هندی محصول سال ۱۹۸۱ و به کارگردانی راج تیلاک است. در این فیلم بازیگرانی همچون سانجیو کومار، وینود مهرا، شاتورگان سینها، ریکا، سولاکشانا پاندیت، آمل پالکار، امجد خان، افتخار و شامی ایفای نقش کرده‌اند.
این فیلم بر اساس داستان مورد غیرعادی دکتر جکیل و آقای هاید ساخته شده است.